# Donji Dejan
Donji Dejan (cyr. Доњи Дејан) – wieś w Serbii, w okręgu jablanickim, w gminie Vlasotince. W 2011 roku liczyła 359 mieszkańców.